# Рябиновый (Свердловская область)
Ряби́новый — посёлок в Ирбитском муниципальном образовании Свердловской области России, пригород Ирбита.

## Географическое положение
Посёлок Рябиновый примыкает к городу Ирбиту, образуя с ним единую планировочную структуру. Посёлок расположен в четырёх километрах (по дорогам в пяти километрах) от центра города. В одном километре от посёлка расположен пруд на реке Грязнухе (правом притоке реки Ирбит).

## Население
| 2002 | 2010 | 2021 |
| ---- | ---- | ---- |
| 337  | ↗364 | ↗388 |